# Idioma ouargli
Ouargli, o Teggargrent (también Twargrit, Təggəngusit), es un idioma zenati bereber. Se habla en los oasis de Ouargla (Wargrən ) y N'Goussa ( Ingusa ) en Argelia.
En 1987, Ouargli no tenía más de 10,000 hablantes. Ethnologue estima solo 5.000 hablantes en 1995.
Hay algunas diferencias entre los dialectos de Ouargla ( Təggargrənt ) y N'Goussa ( Təggəngusit ), notablemente en la posición de los pronominales clíticos; dentro de Ouargla, existen pequeñas diferencias entre las tres tribus At-Brahim, At-Sisin y At-Waggin.
Los hablantes de Ouargla consideran las variedades de Ouargla, N'Goussa, tugurt / Temacine y  Tumzabt / Mozabite, y posiblemente otras variedades Zenati, como dialectos de un solo idioma que llaman ' 'Twargrit' '. According to Delheure (1987:355), at Wargrən fəhhəmən d awəḥdi tawsint, "the Ouarglis understand Temacine very well."
El principal estudio gramatical es Biarnay (1908); en Basset (1893) se proporciona un bosquejo menos detallado. Su léxico está bastante documentado en el diccionario de Delheure (1987). Los textos bilingües de Biarnay y Basset se complementan más recientemente con los textos sobre la vida cotidiana de Delheure (1988) y la colección de cuentos populares de Delheure (1989); este último, a diferencia de otros trabajos sobre Ouargli, también incluye textos de N'Goussa.